# 武正公一
武正公一（日语：／ Takemasa Kōichi，1961年3月23日—）是一名日本政治家、民進黨所屬眾議員、組織委員長。曾經擔任財務副大臣（野田第3次改造内閣）、外務副大臣（鳩山由紀夫内閣・菅直人內閣）、衆議院總務委員長、埼玉縣議会議員（2期）。
出生於静岡縣清水市，父親是造船技師。少年時移居了埼玉縣浦和市，先後就讀埼玉縣立浦和高等学校，並且在慶應義塾大学法学部政治学科畢業。